# Plectranthus nyasicus
Plectranthus nyasicus là một loài thực vật có hoa trong họ Hoa môi. Loài này được (Baker) M.R.Ashby miêu tả khoa học đầu tiên năm 1938.